# Canberra-Klasse
Die Canberra-Klasse ist eine Klasse von zwei amphibischen Angriffsschiffen der Königlich Australischen Marine. Sie können als Mehrzweckkriegsschiff auch in der Rolle eines Hubschrauberträgers eingesetzt werden.

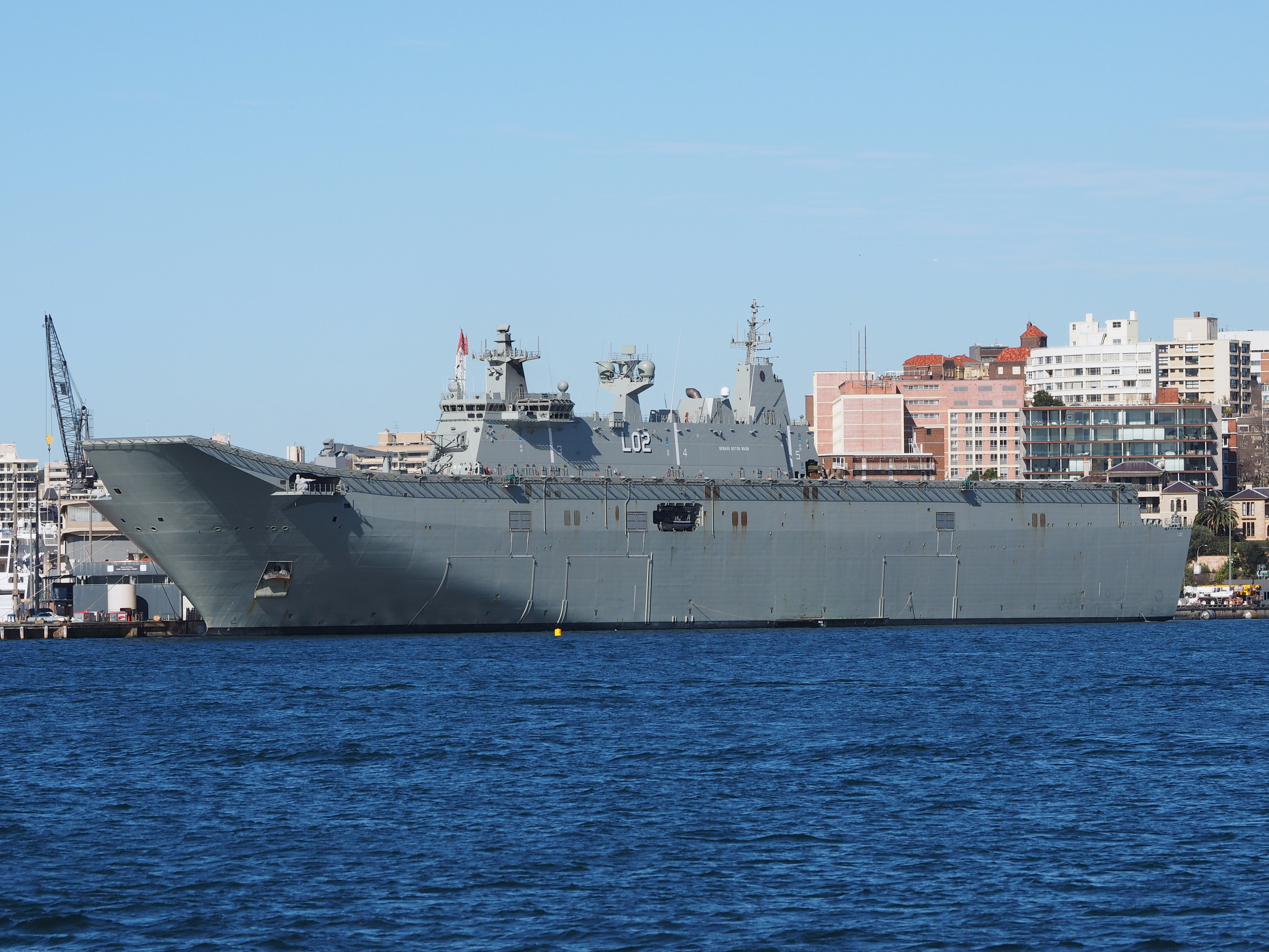
Die HMAS Canberra (L02) in Sydney im Juni 2015

## Namensgebung
Die Schiffe sind nach den australischen Großstädten Adelaide und Canberra benannt, wobei beide Einheiten je das dritte Schiff ihres Namens in der Königlich Australischen Marine sind. Die Namensvorgänger der Adelaide (III) waren ein Leichter Kreuzer der Town-Klasse von 1918 und eine Fregatte der Adelaide-Klasse von 1978. Vorgänger der Canberra (III) waren ein Schwerer Kreuzer der County-Klasse von 1927 und ebenfalls ein Schiff der Adelaide-Klasse von 1978.

## Geschichte
Die australische Regierung billigte das drei Milliarden-AU$-Projekt zum Bau der beiden Hubschrauberträger (LHD), die zu Luftunterstützung, amphibischen Angriffen, Transport- und Führungsaufgaben verwendet werden sollen. Sie sollen die HMAS Tobruk und eines der beiden Schiffe der Kanimbla-Klasse ersetzen.
Zwischen 2005 und 2007 wurden zwei verschiedene Angebote untersucht. Neben dem später siegreichen Angebot, das auf dem spanischen Buque de Proyección Estratégica (BPE), der jetzigen Juan Carlos I, basiert, gab es einen Vorschlag basierend auf den kleineren französischen Bâtiments de Projection et de Commandement (BPC) bzw. der (Mistral-Klasse).
Im Juni 2007 erhielt die damalige Tenix Defence, die Anfang 2008 von BAE Systems erworben wurde, den Entwicklungs- und Bauauftrag für den Bau von zwei Schiffen. Die lokale Wertschöpfung soll 25 % betragen, weshalb die Ausrüstung der in Spanien zu bauenden Rümpfe in Australien stattfinden wird. Neben der spanischen Navantia, wo der Rohbau stattfindet, sind L-3 Communications, Saab und Siemens, das die POD-Antriebe (Antriebsgondeln) liefert, weitere wichtige Unterauftragnehmer. Nach dem Rohbau werden die Schiffe zur Fertigstellung von El Ferrol mit der Blue Marlin nach Australien transportiert, zunächst die Canberra, die nach dreimonatiger Überführung im Oktober 2012 in Melbourne eintraf. Dort wurden die Insel und Systeme eingebaut. Im Frühsommer 2014 begann die Seeerprobung und ein halbes Jahr später wurde die HMAS Canberra in Dienst gestellt.
Die Adelaide traf bereits im Februar des gleichen Jahres in Australien ein. Die finale Einsatzfähigkeit wurde schließlich fünf Jahre nach der Indienststellung des Typschiffs im November 2019 erzielt.
Die beiden LHDs sind offiziell auf der Fleet Base East in Sydney stationiert. Am 4. Dezember 2015 wurde das Unterstützungszentrum für die Canberra-Klasse auf Garden Island nach Kapitän John Robertson benannt. Robertson war zum Zeitpunkt der Kollision zwischen der HMAS Melbourne und der HMAS Voyager im Jahr 1964 kommandierender Offizier des Flugzeugträgers Melbourne und wurde weithin als Sündenbock angesehen, nachdem die erste Royal Commission ihn für schuldig befunden hatte.
Die Stationierung der beiden Schiffe in der Fleet Base East führte zu Beschwerden, darunter auch zu einer ebenso kurzlebigen wie auch erfolglosen öffentlichen Kampagne von Anwohnern in Potts Point und Woolloomooloo, die forderten, die Schiffe an einem anderen Ort zu stationieren. Die Beschwerden richteten sich hauptsächlich gegen die Abgase und Lärmbelästigung durch die rund um die Uhr laufenden Generatoren und Maschinen der Schiffe sowie die Tatsache, dass die großen Schiffe die Sicht auf den Hafen von Sydney versperren. Um die Bedenken zu zerstreuen, wurde die Möglichkeit geprüft, eines oder gar beide Schiffe in den nördlichen Teil von Garden Island zu verlegen und landgestützte Klimaanlagen zu installieren, so dass die bordeigenen Generatoren der Schiffe nachts abgeschaltet werden können. Die Klimaanlagen wurden jedoch nicht installiert oder als erforderlich erachtet und die Einwände der Anwohner wurden als unzutreffend angesehen, z. B. die Behauptung, die Schiffe würden die Sicht versperren da der Marinestützpunkt insgesamt seit Jahrzehnten in Betrieb ist.
Die Schiffe operieren regelmäßig von Townsville aus, dort befindet sich der Stützpunkt des 2. Bataillon des RAR, der amphibischen Komponente des australischen Heeres. Zu diesem Zweck beteiligte sich das Verteidigungsministerium mit 30 Mio. AUD an der 85 Mio. AUD teuren Modernisierung des Mehrzweck-Liegeplatzes 10 im Hafen von Townsville, die Arbeiten wurden im Oktober 2013 abgeschlossen wurde und den Schiffen 45 Liegetage pro Jahr zugewiesen. Das Verteidigungsministerium gab außerdem 5,3 Mio. AUD für die Anmietung und Entwicklung eines speziellen Bereitstellungsbereichs für Ausrüstung und Personal im Hafengebiet von Townsville aus.
Im Juni 2020 lief die HMAS Canberra an der Seite von 6 weiteren Schiffen der australischen Marine zur Teilnahme an der Übung RIMPAC 2020 aus.

## Technik
Die Schiffe basieren wie oben beschrieben auf dem Entwurf des spanischen BPE. Die Besatzung ist 242 Mann stark und es können 978 Mann Infanterie transportiert werden. Auf zwei Ebenen gibt es auf etwa 6.000 m² Mehrzweckdecks und Hangardecks mit einer Ladekapazität von 12.000 Tonnen. Ein Welldeck am Heck kann vier kleine Landungsboote oder ein LCAC aufnehmen. Die Schiffe nutzen einen dieselelektrischen Antrieb, der zwei Propellergondeln mit Strom versorgt. Die Reichweite liegt bei 9.000 sm (17.000 km) bei einer Geschwindigkeit von 15 kn (28 km/h). Bisher gab es keine größeren Schiffe in der Königlich Australischen Marine (RAN).
Die seegestützten Luftstreitkräfte der Australian Defence Force erhalten durch die Canberra-Klasse signifikant bessere Fähigkeiten. Die Luftkomponente beträgt bis zu 24 Army- und Navy-Helikopter. Hierzu zählen Army- und Navy-MRH-90-Transporthubschrauber, Army-Eurocopter-Tiger-Kampfhubschrauber und Navy-S-70B-Seahawk-U-Boot-Abwehrhubschrauber. Obwohl die Schiffe eine Sprungschanze („ski-jump“) haben und zum Betrieb von STOVL-Flugzeugen, wie der F-35B, zertifizierbar sind, fehlt ihnen, zumindest zunächst, ein für den Flugbetrieb mit Flächenflugzeugen erforderliches Radar. Auch ist bislang keine Beschaffung von entsprechenden Flugzeugen wie der F-35B geplant.

## Einheiten
| Kennung | Name                | Kiellegung         | Stapellauf       | Indienststellung  | Heimathafen              |
| ------- | ------------------- | ------------------ | ---------------- | ----------------- | ------------------------ |
| L02     | HMAS Canberra (III) | 24. September 2009 | 17. Februar 2011 | 28. November 2014 | Sydney (Fleet Base East) |
| L01     | HMAS Adelaide (III) | 18. Februar 2011   | 4. Juli 2012     | 4. Dezember 2015  | Sydney (Fleet Base East) |

Die Kennnummern wurden getauscht, um die Nummern-Namenkombinationen der Namensvorgänger der Adelaide-Klasse beizubehalten.